# Valérie Donzelli
Valérie Donzelli (Épinal, 2 de março de 1973) é uma atriz, argumentista e cineasta francesa.

## Filmografia

### Atriz
- 1998: Herbert C. Berliner de Marc Gibaja (curta-metragem)
- 1999: Les Terres froides de Sébastien Lifshitz: Isabelle (telefilme)
- 2001: Martha... Martha de Sandrine Veysset: Martha
- 2001: Les Âmes câlines de Thomas Bardinet: Émilie
- 2002: Sous mes yeux de Virginie Wagon: Alison (telefilme)
- 2003: Cette femme-là de Guillaume Nicloux: Claire Atken
- 2003: Le Lion volatil de Agnès Varda: a cliente em lágrimas (curta-metragem)
- 2003: Qui a tué Bambi ? de Gilles Marchand: Nathalie
- 2005: Mystification ou l'histoire des portraits de Sandrine Rinaldi: Émilie
- 2005: Le Plus Beau Jour de ma vie de Julie Lipinski: Éléonore
- 2005: Entre ses mains de Anne Fontaine: Valérie
- 2005: Voici venu le temps de Alain Guiraudie: Soniéra Noubi-Datch
- 2005: Le Cocon, débuts à l'hôpital de Pascale Dallet: Nathalie (minissérie televisiva)
- 2005: Clara Sheller de Renaud Bertrand: Jeanne (telefilme)
- 2006: L'Intouchable de Benoît Jacquot: a atriz de teatro
- 2006: L'Homme qui rêvait d'un enfant de Delphine Gleize: Suzanne
- 2007: Les Camarades de François Luciani: Julie (minissérie televisiva)
- 2007: 7 ans de Jean-Pascal Hattu: Maïté
- 2008: Sa raison d'être de Renaud Bertrand: Nathalie (telefilme)
- 2008: C'est pour quand ? de Katia Lewkowicz: a jovem - (curta-metragem)
- 2009: La Belle vie de Virginie Wagon: Béa (telefilme)
- 2009: La Reine des pommes de Valérie Donzelli: Adèle
- 2011: La guerre est déclarée de Valérie Donzelli: Juliette
- 2011: Belleville Tokyo de Élise Girard : Marie Tourelle
- 2011: En ville de Valérie Mréjen e Bertrand Schefer: Monika
- 2011: Pourquoi tu pleures ? de Katia Lewkowicz: Anna
- 2011: L'Art de séduire de Guy Mazarguil: Estelle
- 2012 : Main dans la main de Valérie Donzelli : Véro
- 2013 : Le Grand Méchant Loup de Nicolas & Bruno
- 2013 : Les Grandes Ondes (à l'ouest) de Lionel Baier : Julie
- 2013 : Opium d'Arielle Dombasle : Valentine Hugo

### Realizadora

#### Curtas-metragens
- 2008 : Il fait beau dans la plus belle ville du monde
- 2010 : Madeleine et le facteur

#### Longas-metragens
- 2009 : La Reine des pommes
- 2011 : La guerre est déclarée
- 2012 : Main dans la main

## Prémios e nomeações
- 2010: Prémio do Público no Festival Premiers plans de Angers por La Reine des pommes
- 2011: Valois d'or do Festival de Cinema Francófono de Angoulême por La guerre est déclarée
- 2012: Grande Prémio do Festival de Cinema de Cabourg por La guerre est déclarée
- 2012: Prémio do Júri, Prémio do Público e Prémio de Blógueres no Festival Paris Cinéma por La guerre est déclarée
- César de 2012: Nomeação ao César de melhor filme por La guerre est déclarée
- César de 2012: Nomeação ao César de melhor realizador por La guerre est déclarée
- César de 2012: Nomeação ao César de melhor atriz por La guerre est déclarée
- César de 2012: Nomeação ao César de melhor argumento original por La guerre est déclarée